# Myrmica jennyae
Myrmica jennyae is een mierensoort uit de onderfamilie van de Myrmicinae. De wetenschappelijke naam van de soort is voor het eerst geldig gepubliceerd in 2002 door Elmes, Radchenko & Aktaç.